# 板橋資産家夫婦放火殺人事件
板橋資産家夫婦放火殺人事件（いたばししさんかふうふほうかさつじんじけん）とは2009年（平成21年）5月25日に東京都板橋区で発生した殺人放火事件。現在も犯人は逮捕されておらず未解決事件となっている。警視庁の正式名称は「板橋区弥生町所在の住宅内殺人及び放火事件」。

## 概要
2009年（平成21年）5月25日午前0時半ごろ、東京都板橋区弥生町の民家から出火し全焼。現場からこの家に住む74歳の不動産業の男性と69歳女性の夫婦2人の殺害された遺体が発見された。検視の結果、2人の死因は一酸化炭素中毒と火傷などによる複合死と判明した。民家の敷地内からは夫婦が買い溜めしたポリタンクが複数発見され、一部には灯油が残っていた。
犯人は被害者夫婦の頭を鈍器のようなもので執拗に殴ったうえ包丁で腹部や胸部を刺して殺害した。この際被害者夫婦は高齢であったため犯人に抵抗できない状態にあったとみられ、2人の遺体には防御創がほとんどなかった。また被害者の男性が普段外出のときに着用するネクタイやワイシャツ姿でなかったことから、室内で襲われた可能性がある。
用心深い性格だった被害者の男性は、常に敷地にある4カ所すべての出入り口を施錠し、防犯グッズも設置していた。この出入り口には人の動きを感知する赤外線センサーが設置され、人の出入りを感知すれば室内にいる人間に音で知らせる仕組みになっていた。また男性は自宅に高額の現金や所有する不動産に関係する重要な書類を保管していたとも言われ、実際に遺体が発見された部屋には2000万円以上の札束が残されていた。
こうした事からこの事件は被害者の家の事情に詳しい犯人による計画的な犯行も疑われている。

## 被害者の男性
殺害された男性は地主の瀬田熊太郎家の出身で、地元では特に有名な資産家として知られており、個人でアパートや土地など約80件にも上る物件を所有し、不動産関連の収入で生活していた。普段は毎晩のように夜の街にくり出し、一晩で100万を使うこともあったという。昼間はほとんど自宅におり電話にも出ないこともあり、近所の住人との付き合いはあまりなかった。
墓は東京都豊島区雑司が谷の霊園にある。